# Dullahan
Dullahan, Durahan hay Dullaghan (Tiếng Ai-len: dúlachán, /ˈduːləˌhɑːn/), hay còn gọi là Gan Ceann (nghĩa là "không đầu" trong tiếng Ai-len), là một sinh vật thần thoại xuất hiện trong văn hóa dân gian của người Ai-len Theo như mô tả là một người đàn ông không đầu cưỡi con ngựa đen (ngựa ô), một tay giơ cao chiếc đầu của chính mình, và được cho là hiện thân của thần Crom Dubh của người Celt.

## Thần thoại
Câu chuyện về con ngựa của Dullahan bắt nguồn từ Ai-len. Được mô tả là một người đàn ông không đầu cưỡi trên lưng của một con ngựa đen, một tay giơ cao chiếc đầu của chính mình.
Miệng mở một nụ cười cười ghê tởm, khóe miệng kéo dài đến mang tai. Đôi mắt của hắn đảo liên tục, có thể nhìn rõ khắp vùng nông thôn ngay cả trong những đêm tối trời nhất. Phần thịt ở đầu được cho là có màu sắc và mềm hệt như của pho mát mốc. Người ta tin rằng Dullahan lấy xương sống từ xác người để làm roi ngựa và cỗ xe ngựa được trang trí bằng các đồ vật dùng trong tang lễ: soi đường bằng nến hình đầu lâu, dùng xương đùi để làm nan bánh xe và lấy da người phơi khô để làm tấm phủ cho cỗ xe của hắn. Người Ai-len cổ đại tin rằng bất cứ nơi nào Dullahan dừng chân ở đó sẽ có một người chết. Khi Dullahan gọi tên của ai thì người đó sẽ bị bắt linh hồn và sẽ chết ngay lập tức.
Có lời đồn cho rằng Dullahan rất sợ vàng, nếu ném vàng dưới chân Dullahan sẽ khiến hắn bỏ đi.

## Trong văn hóa đại chúng
- Trong bộ phim giả tưởng Darby O'Gill and the Little People, Dullahan lái một cỗ xe tử thần. Khi đến nơi, hắn gọi tên của Darby thay vì cô con gái Katie của ông, và ông ấy bước vào trong xe, sau này ông được cứu bởi vua của loài Leprechaun (một loài yêu tinh trong thần thoại Ai-len).
- Dullahan là tên gọi chung cho các chiến binh không đầu - chủ yếu là các kỵ sĩ thường xuất hiện trong game, manga và anime của Nhật Bản, gây ảnh hưởng đến các phương tiện truyền thông dành cho giới trẻ Nhật Bản khi họ thường miêu tả các "Dullahan" với những đặc điểm không liên quan đến phiên bản gốc trong văn hóa dân gian của Ai-len như mặc áo giáp kim loại.[5]
  - Celty Sturluson, một trong những nhân vật chính của bộ anime Durarara!!, cô là một nữ Dullahan từ Ai-len đến Nhật Bản để tìm lại chiếc đầu bị đánh cắp của mình.
- Trong tác phẩm được rút ra từ văn học dân gian Ai-len của Derek Landy, một tác giả người Ai-len. Hình ảnh nhân vật Dullahan trong cuốn tiểu thuyết Skulduggery Pleasant: Mortal Coil của ông điều khiển một cỗ xe Coach-a-Bowers, được kéo bởi bốn con ngựa không đầu, nhiệm vụ của hắn là mang cái chết đến cho bất cứ ai nghe thấy tiếng gọi của Quỷ Báo Tử (Banshee).